# Александер Єремеєфф
Алекса́ндер То́мас Єреме́єфф (швед. Alexander Thomas Jeremejeff, нар. 12 жовтня 1993, Кунгсбака, Швеція) — шведський футболіст, центральний форвард грецького «Панатінаїкоса».

## Клубна кар'єра

### Початок
Александер Єремеєфф народився у містечку Кунгсбака, що поблизу Гетеборга. Футболом почав займатися у місцевому клубі «Ергрюте». У 2011 році клуб запропонував гравцеві підписати професійний контракт, на що Александер дав згоду. Але в команді футболіст провів лише три гри і вже за рік залишив «Ергрюте».

### «Квідінг»
На початку 2013 року Єремєєфф приєднався до клубу першого дивізіону «Квідінг». У команді форвард одразу забронював собі місце в основі і в результаті став кращим бомбардиром команди в сезоні, забивши 14 голів з усіх 33-х командних. Своєю грою футболіст привернув до себе увагу клубів з Аллсвенскан і у жовтні 2013 року він переходить до клубу «Геккен».

### «Геккен», «Мальме»
В подальшому Єремєєфф двічі змінював команду і кожного разу у складі і «Геккена» і «Мальме» він відзначався результативною грою і допомагав своїм командам вигравати національні турніри.

### «Динамо» (Дрезден)
Влітку 2019 року Єремеєфф підписав контракт з клубом німецької Другої Бундесліги «Динамо» (Дрезден). У 2020 році дрезденці відправили форварда в оренду у нідерландський «Твенте». На початку 2021 року Єремєєфф вкотре повертається до «Геккена».

## Збірна
У січні 2019 року у Єремеєфф зіграв одну гру у складі національної збірної Швеції, вийшовши з перших хвилин у товариському матчі проти команди Фінляндії.

## Досягнення
«Мальме»
- Чемпіон Швеції (2): 2016, 2017

«Геккен»
- Чемпіон Швеції (2): 2022
- Володар Кубка Швеції (2): 2015/16, 2018/19

Особисті досягнення
- Найкращий бомбардир Аллсвенскан: 2022
- Гравець року Аллсвенскан: 2022[9]
- Нападник року Аллсвенскан: 2022[9]
- Гравець місяця Аллсвенскан (2): травень 2022[10], липень 2022[11]